# Nepáli nyelv
A nepáli nyelv vagy nepáli bhása (dévanágari: नेपाली भाषा, egyéb nevein: kelet-pahari, gorkhali, gurkhali, khaskura) az indoeurópai nyelvcsalád indoiráni alcsaládjának indoárja ágába tartozó nyelv.
Elsősorban Nepálban, továbbá Indiában, Bhutánban beszélt nyelv. A túlnyomó többség Nepálban használja, amelynek állami és nemzeti nyelve. A maradék: Indiában kb. 6 millióan, Bhutánban kb. 150 ezren; anyanyelvként világszinten 20-25 millió ember beszéli.
Hivatalos nyelvként Nepálban, India Szikkim államában és Nyugat-Bengál északi részén, Dardzsiling körzetében elismert. A nyelv a dévanágari írásrendszert használja.
Első nyelvemléke a 16. század közepéről való. 1957 óta nyelvtudománya és irodalmi akadémiája működik.

## Nepáli bhása kifejezések
- नमस्ते – namaszte: üdvözletem
- तँपाईको नाम के हो – tauṁpāīko nāma ke ho?: Mi a neved?
- मेरो नाम आलोक हो – mero nāma āloka ho: A nevem Āloka/ Āloka-nak hívnak
- तिमीलाई कस्तो छ – timīlāī kaszto csa?: Hogy vagy?
- म नेपाली हूँ –  ma nepālī hūṁ: Nepáli vagyok.
- नेपालमा बनेको – nepālamā baneko: Nepálban készült.
- खाना खाने ठाउँ कहाँ छ – khānā khāne ṭhāuṁ kahāṁ csa?: Hol találok egy étkezőhelyet?

## Szótár
- Google Translate

## Fordítás
- Ez a szócikk részben vagy egészben  a   Nepali language című angol Wikipédia-szócikk fordításán alapul.  Az eredeti cikk szerkesztőit annak laptörténete sorolja fel. Ez a jelzés csupán a megfogalmazás eredetét és a szerzői jogokat jelzi, nem szolgál a cikkben szereplő információk forrásmegjelöléseként.
- Ez a szócikk részben vagy egészben  a   Lingua nepalese című olasz Wikipédia-szócikk fordításán alapul.  Az eredeti cikk szerkesztőit annak laptörténete sorolja fel. Ez a jelzés csupán a megfogalmazás eredetét és a szerzői jogokat jelzi, nem szolgál a cikkben szereplő információk forrásmegjelöléseként.